# 크리링
크리링(クリリン, Krillin, 克林)은 토리야마 아키라의 만화 드래곤볼 애니메이션의 등장 인물이다.

## 행적
거북선인에게 입문한 온 소년. 등장시는 13세다. 오공과는 수행 동료이자, 친구이다. 작품을 통해 작가가 직접 인정한 최강의 지구인으로 선정되었다. 지구인 전사에서는 Z시리즈의 유일한 레귤러. 코가 없고, 이마에 있는 여섯 개의 뜸자리가 특징이다. 무천도사, 신에게 수행했으며 나메크별의 최장로로부터 잠재 능력을 지니고 있다고 평가받았으며 스토리 2부 이후에서는 오반이나 오천, 트랭크스등 후계자들에 대해 어른으로서의 행동을 보이는 것이 많아져, 일선을 물러난 후도 일정한 역할을 하고 있다. 어른이 되고도 키가 작은 편에 속한다.지구를 담보로 도박을 했다가 성공하여 인조인간 18호와 결혼하여 딸 마론을 얻었다. (드래곤볼에서 최고의승자)